# Nikołaj Wasiljew
Nikołaj Fiodorowicz Wasiljew (ros. Никола́й Фёдорович Васи́льев, ur. 22 listopada?/5 grudnia 1916 w guberni orenburskiej, zm. w lipcu 2011) – radziecki polityk, członek KC KPZR (1966–1989), minister melioracji i transportu wodnego ZSRR (1979–1989), I sekretarz Komitetu Obwodowego KPZR w Biełgorodzie (1964–1971).

## Życiorys
W latach 1934–1940 studiował w Tadżyckim Instytucie Rolniczym, w latach 1940–1946 w Armii Czerwonej, od 1940 słuchacz kursów oficerów łączności Środkowoazjatyckiego Okręgu Wojskowego. Od 1942 w WKP(b), w latach 1946–1953 zastępca szefa wydziału robotniczego zaopatrzenia i dyrektor stanicy maszynowo-traktorowej w Piatichatkach, w latach 1953–1955 przewodniczący komitetu wykonawczego rady rejonowej w Piatichatkach, 1955–1958 I sekretarz rejonowego komitetu KPU w Piatichatkach, 1958–1961 I sekretarz Komitetu Miejskiego KPU w Pawłohradzie. 1960-1961 kierownik wydziału rolnego Komitetu Wykonawczego Rady Obwodowej w Dniepropietrowsku, 1961 I zastępca przewodniczącego Komitetu Wykonawczego Dniepropetrowskiej Rady Obwodowej, od lipca 1961 do maja 1964 przewodniczący Komitetu Wykonawczego (od stycznia 1963: Wiejskiej Rady Obwodowej) w Dniepropetrowsku. Od 7 maja 1964 do 22 stycznia 1971 I sekretarz Wiejskiego Komitetu Obwodowego KPZR/Komitetu Obwodowego KPZR w Biełgorodzie, od 9 kwietnia 1966 do 25 kwietnia 1989 członek KC KPZR, od 18 lutego 1971 do 13 kwietnia 1979 I zastępca przewodniczącego Rady Ministrów Rosyjskiej FSRR. Od 13 kwietnia 1979 do 25 marca 1989 minister melioracji i transportu wodnego ZSRR, następnie na emeryturze. Deputowany do Rady Najwyższej ZSRR od 7 do 11 kadencji.
Został pochowany na Cmentarzu Kuncewskim w Moskwie.

## Odznaczenia
- Order Lenina (pięciokrotnie)
- Order Czerwonego Sztandaru
- Order Czerwonego Sztandaru Pracy
- Order Wojny Ojczyźnianej I klasy
- Order Wojny Ojczyźnianej II klasy
- Order Przyjaźni Narodów
- Order Czerwonej Gwiazdy (dwukrotnie)